# Orden de Libertadores
La Orden de Libertadores o Orden de los Libertadores de Venezuela y Nueva Granada fue un conjunto de distinciones honoríficas y condecoraciones militares al mérito en batalla para rendir homenaje al Ejército patriota y luego próceres de las independencias de la Venezuela y la Nueva Granada que dieron como resultado la creación de la República de Colombia (Gran Colombia) en el siglo XIX.
Estaba compuesto por la Orden de los Libertadores de Venezuela y la Orden de los Libertadores de Cundinamarca, ambas fueron reconocidas como la Orden de Libertadores y comparten una raíz simbólica e ideológica común del ideario bolivariano y el reconocimiento a quienes contribuyeron de forma sobresaliente a las Independencias y la creación de la Gran Colombia, sus miembros son considerados como «padres de la patria» de la República de Colombia, (Gran Colombia) hoy las repúblicas de Colombia, Panamá, Venezuela y Ecuador. Ambas fueron establecidas por gobiernos distintos en contextos históricos separados, pero integran un mismo corpus de honores patrióticos, estrechamente vinculados a la figura de Simón Bolívar, al proceso de independencia y unión hispanoamericana y a reconocer a individuos civiles y militares que hayan prestado servicios excepcionales a la nación colombiana. A sus miembros se les condecoraba con la estrella de la Orden de Libertadores de Venezuela o Medalla de los Libertadores de Cundinamarca y sus miembros llevaban el título honorífico y simbólico de Libertador.

## Historia
Fue una orden militar con una serie de reconocimientos y recompensas militares como estrellas y cruces creada el 22 de octubre de 1813 por El Libertador Simón Bolívar para los ejércitos independentistas de la Unión de Cundinamarca (Nueva Granada) y Venezuela, que tenía como objetivo reconocer y recompensar los esfuerzos y sacrificios de los civiles, patriotas, soldados y líderes que lucharon por la libertad de Venezuela, fue denominada La Orden de los Libertadores de Venezuela .
Se otorgaba la Estrella de los Libertadores de Venezuela al ejército libertador que salió autorizado por el congreso granadino en 1813. El 13 de octubre, en Caracas, se expide el decreto en honor a los soldados granadinos y venezolanos y se crea la orden militar por Simón Bolívar, con la divisa “ser una estrella de siete radios en su centro, por el adverso llevará la inscipción: Libertador de Venezuela, y por el reverso el nombre del libertador, etc. ” Los primeros en recibir la medallas fueron el propio Bolívar, José Félix Ribas, Rafael Urdaneta, José Luciano D'Elhuyar, José María Ortega y Nariño, entre otros.
Posteriormente, en 1819 ya consolidada la unión, el congreso de Angostura aprueba la Orden de los Libertadores de Cundinamarca en honor a los vencedores de la Batalla de Boyacá, a las personas que pasaron los Andes para favorecer la Independencia, a los hombres, mujeres, civiles o militares que participaron de forma notable en la campaña libertadora.
El congreso de Angostura y su presidente Francisco Antonio Zea decide por decreto especial del 3 de enero de 1820 otorgar al ejército que hizo la campaña de la batalla de Boyacá con la medalla de los Libertadores de Cundinamarca, orlada con una corona de laurel con la inscripción de “Libertadores de Cundinamarca“ o “Cundinamarca Libertada, 1819“
Eran órdenes otorgadas tanto a nacionales como a extranjeros para reconocer sus méritos excepcionales en el campo de batalla o en temas civiles que contribuyeran a la causa independentista.
Algunos de los miembros de la Orden de Libertadores fueron Juan Bautista Arismendi, Manuel Arraiz, Simón Bolívar, Miguel Borras, Luis Brion, Lucas Carvajal, José de la Cruz Carrillo, Capitán de Fragata Felipe Esteves, Daniel Florencio O’Leary, Diego Ibarra, Juan Guillermo Iribárren, Atanasio Girardot, Juan Antonio Gutiérrez de Piñeres, Gregorio Macgregor, Mariano Montilla, Antonio Nariño, José María Ortega y Nariño, Trinidad Portocarrero, Antonio Ricaurte, Francisco de Paula Santander, Juan José Rondón, Bartolomé Salom, Juan Manuel Silva, Carlos Soublette, Vicente Tejera, José María Vergara Azcárate, José María Zamora, etc. Pero se sabe que hubo alrededor de 1000 miembros.